# Joseph Istler
Joseph Istler (Praag, 1919 - aldaar, 2000) was een Tsjechisch kunstschilder.
Istler was lid van de surrealistische kunstenaarsbeweging Ra. Hij onderhield contacten met buitenlandse surrealisten en met de Nederlandse beweging Cobra. Hij deed mee aan de Cobra tentoonstellingen in 1949 te Amsterdam en in 1951 te Luik.
Na het uiteenvallen van Ra, werd Istler lid van de Tsjechische Surrealistische Groep.
- Bibsys: 90682454
- Bibliothèque nationale de France: cb14901169r (data)
- Gemeinsame Normdatei: 174224974
- International Standard Name Identifier: 0000 0000 7895 1691
- Library of Congress Control Number: n80016423
- Nationale Bibliotheek van Tsjechië: jk01050565
- RKD-Nederlands Instituut voor Kunstgeschiedenis: 127155
- Union List of Artist Names: 500122315
- Virtual International Authority File: 83749730
- WorldCat: E39PCjtrRQCK7KtR9Mjq3GCTVC